# Koba Films
 (juin 2015).
Si vous disposez d'ouvrages ou d'articles de référence ou si vous connaissez des sites web de qualité traitant du thème abordé ici, merci de compléter l'article en donnant les références utiles à sa vérifiabilité et en les liant à la section « Notes et références ».
Koba Films est une société de production française créée en 1973 par Frédérique Hébrard et Louis Velle après la sortie au cinéma du film La Demoiselle d'Avignon. 

## Historique
C’est à travers cette société que Frédérique Hébrard et Louis Velle écrivent et produisent en 1976 Un mari, c'est un mari, un long métrage cinéma adapté du roman de Frédérique Hébrard. Le roman et le film font chacun 1 million d’exemplaires et de spectateurs.  
Au début des années 1990, leur fils, Nicolas Velle crée un département d’édition vidéo au sein de Koba Films. 500 000 cassettes et DVD du film La Demoiselle d'Avignon seront vendus. 
Koba Films explore alors les catalogues disposant de feuilletons français, en particulier celui de l’Ina et celui de la société Mag Bodard qui produit les feuilletons de Nina Companeez. C’est ainsi qu'est créée la collection « Mémoire de la Télévision » qui accueille les œuvres de la télévision française de Janique Aimée aux Dames de la Côte, en passant par L'Homme du Picardie et L'Âge heureux. 
Depuis les années 2000, l’activité de Koba Films se tourne vers des programmes étrangers, en particulier les programmes de la BBC, en proposant les adaptations de la romancière Jane Austen, dont le célèbre Orgueil et préjugés (Pride and Préjudice) avec Colin Firth.   
Koba Films édite également des séries anglaises comme Torchwood, Misfits, Nick Cutter ou Life on Mars et des documentaires de la BBC tels que Yellowstone, Terres de glace ou 24 heures sur la Terre.
En 2020, Koba Films signe L'appel des 50, une tribune visant à alerter l'état français sur la situation préoccupante du support physique. Pour défendre l'édition vidéo DVD, Blu-ray et Ultra HD, cinquante sociétés participent à la tribune parmi lesquelles BAC, Carlotta, Le Chat qui fume ou Condor Entertainment.